# Потемпа
Потемпа (пол. Potępa) — село в Польщі, у гміні Крупський Млин Тарноґурського повіту Сілезького воєводства.
Населення — 877 осіб (2011).
У 1975-1998 роках село належало до Катовицького воєводства.

## Демографія
Демографічна структура станом на 31 березня 2011 року:
|          | Загалом | Допрацездатний вік | Працездатний вік | Постпрацездатний вік |
| -------- | ------- | ------------------ | ---------------- | -------------------- |
| Чоловіки | 414     | 74                 | 291              | 49                   |
| Жінки    | 463     | 86                 | 277              | 100                  |
| Разом    | 877     | 160                | 568              | 149                  |